# 軍事政権
軍事政権（ぐんじせいけん、英語: military junta）は、軍隊が直接的に政治を執行する統治形態。

## 概要
近代国家の原理では、軍隊は国家体制の存立を担保する強制装置ではあるが、議会政治の後景にあって『軍隊の政治的中立性』を保つべきことを建前としている。しかし、現実には軍隊指導部（軍エリート）は政治的に重要な地位を占めやすい。近年の戦闘技術の発展は、軍事技術と産業技術との相互依存関係を不可欠に作り出しており、軍エリートと財界指導部と高級官僚層の統合が進み、いわゆる「軍産複合体」になっている。そのため軍エリートの「政治的中立性」はほとんど建前のみとなり、重要な政治的役割を果たすことになる。ただ議会政治や政党政治が安定している中においては議会政治原理の建前から軍エリートの政治行動は基本的に影の部分で行われるのが一般的である。
しかし議会支配による国民統合や秩序維持が困難に陥った時、『軍隊の政治的中立性』のイデオロギーから軍が直接に政治的統合・秩序維持を行うことがある。これが軍事政権である。「軍隊の中立性」をイデオロギー的背景にした軍エリートが政治的統合の役割を果たす事例は、第二次世界大戦後のフランスのシャルル・ド・ゴールの大統領就任演説など西欧にもその例はみられるが、西欧においては基本的には例外的統治形態である。
一方、1950年代に植民地から独立して国民国家形成を開始した、「第三世界」「発展途上国」と呼ばれている国々では、軍事政権が比較的発生しやすい傾向がある。小田英郎はアフリカで軍部の政治的台頭が頻発する要因について、アフリカでは大統領制や一党制など、中央集権的政治体制が多いためクーデターによる政治交代が頻発する傾向が強く、その根本原因は、急速な近代化と国家建設による政治的・経済的・社会的緊張にあるという。また、専門家集団や利益集団といった近代的な外部社会集団の成熟が緩慢であることが一因という。
これらの国々では伝統的部族対立や旧宗主国との結び付きなどによって議会政治の腐敗が起こりがちで、軍隊は相対的にその社会の中で最も急速に近代的・集権的集団となりやすい。また軍備の立ち遅れから軍エリートは対外関係にも敏感になりやすく、国際感覚もその社会の中で相対的に進んだ者たちであることが多い。この軍エリートの相対的近代性が発展途上国で軍事政権が日常化する傾向を生んでいる。

## 軍事政権とその指導者
- イブラヒム・トラオレ（ブルキナファソ暫定大統領）
- ママディ・ドゥンブヤ（ギニア共和国暫定大統領）
- アシミ・ゴイタ（マリ共和国移行大統領）
- アブドゥルファッターハ・アブドッラフマーン・ブルハーン（スーダン共和国主権評議会議長）
- ミン・アウン・フライン（国家行政評議会議長・ミャンマー連邦共和国大統領代行）

過去の例
- ナポレオン時代のフランス
- フランコ時代のスペイン
- 東条内閣時代の日本
- ナイジェリア
- ソマリア内戦以降のソマリア
- 朴正煕率いる国家再建最高会議期の韓国

現在、軍事政権となっている国
- ミャンマー - 2021年2月1日発生、2021年ミャンマークーデター
- マリ - 2021年5月24日発生、2021年マリクーデター（英語版）
- ギニア - 2021年9月5日発生、2021年ギニアクーデター
- スーダン - 2021年10月25日発生、2021年10月スーダンクーデター
- ブルキナファソ - 2022年9月30日発生、2022年9月ブルキナファソクーデター（英語版）
- ニジェール - 2023年7月26日発生、2023年ニジェールクーデター
- ガボン - 2023年8月30日発生、2023年ガボンクーデター

名目上は民政であるが実態が軍事政権であったもの
- 金正日時代の北朝鮮
- 第三共和国期から第五共和国期までの韓国